# Фулертон (Калифорнија)
Фулертон (енгл. Fullerton) град је у америчкој савезној држави Калифорнија. По попису становништва из 2010. у њему је живело 135.161 становника.

## Демографија
Према попису становништва из 2010. у граду је живело 135.161 становника, што је 9.158 (7,3%) становника више него 2000. године.
|                   | 2010.            | 2000.            |
| Укупно            | 135 161 (100,0%) | 126 003 (100,0%) |
| Белци             | 51 656 (38,22%)  | 61 420 (48,74%)  |
| Хиспаноамериканци | 46 501 (34,40%)  | 38 014 (30,17%)  |
| Азијати           | 30 788 (22,78%)  | 20 259 (16,08%)  |
| Афроамериканци    | 3 138 (2,322%)   | 2 861 (2,271%)   |
| Остали            | 3 078 (2,277%)   | 3 449 (2,737%)   |

## Партнерски градови
- Морелија